# 1383
1383 (MCCCLXXXIII) je bilo navadno leto, ki se je po julijanskem koledarju začelo na četrtek.

## Dogodki
- 1. januar

## Smrti
- 27. februar - Amadej VI., savojski grof (* 1334)
- 24. april - Henrik III., mecklenburški vojvoda (* 1337)
- 5. junij - Dimitrij Konstantinovič, vladmirski veliki knez (* 1323)
- 15. junij:
  - Ivan VI. Kantakuzen, bizantinski cesar in zgodovinar (* 1292)
  - Matej Kantakouzen, bizantinski cesar (* 1325)
- 4. avgust - Liubartas, veliki knez Volinije (* okoli 1300)
- 7. december - Venčeslav I., luksemburški vojvoda (* 1337)

Neznan datum
- Gabriele Adorno, genovski dož (* 1320)
- Radoslav Hlapen, srbski general (* 1322)